# 町田市立南成瀬中学校
町田市立南成瀬中学校（まちだしりつ みなみなるせちゅうがっこう）は、東京都町田市南成瀬七丁目にある公立中学校。略称は「南成（なんなる）」。
景観・立地の特徴としては、1、2年生の教室から横浜線が望め、また横浜線内からもこの学校を見ることができ、近くの高圧鉄塔からは校庭の真上に送電線が走っている。
また、体育館が2階にあり、その下に教室があるという特徴的な構造をしている。

## 概要
- 創立 1982年4月1日
- 最寄駅 JR横浜線 成瀬駅（東急田園都市線つくし野駅、JR横浜線・東急田園都市線長津田駅も、ほぼ同等の距離にある。）
- 学級数 14組(1年…5組、2年…4組、3年…5組)（2020年4月現在）

## 沿革
- 1981年 - 町田市立南成瀬中学校 校舎建設工事着手。
- 1982年 - 町田市条例により町田市立南成瀬中学校設立・開校。学区域変更に伴い、つくし野中、成瀬台中、南中より2年生、3年生を編入し、始業式を行う。開校記念式典を体育館で行う。6月1日を開校記念日と定める。標準服制定。校章制定。
- 1983年 - 第一回卒業式挙行。
- 1984年 - 校歌制定発表。文化庁主催「芸術鑑賞教室」でオーケストラ部が東京交響楽団と合同演奏。作曲は全日本学生ギター連盟会長などを務め、厚木少年少女合唱団を指導し、当時の当校の音楽教師であった冨田欣市、作詞は当時設置された校歌制定委員会である。
- 2006年 - サッカーアルゼンチン選抜チームが来校、本校サッカー部と練習試合をする[1]。

## 行事
南成三大行事
- 体育祭 - 6月に開催。正式名称は「なすな祭体育の部」。以前は「体育大会」という名称だった。
- 作品展例年通りに実施済み。(２０２０年度は新型コロナウイルスの影響のため保護者の見学は中止。)
- 合唱コンクール - 10月に開催。正式名称は「なすな祭合唱の部」。 通称「合唱コン」。

その他
- スキー移動教室（1年生）
- 英語校外学習（2年生）
- 鎌倉校外学習（2年生）
- 修学旅行（3年生）
- 生徒総会（毎年5月に開催）
- 三年生を送る会

## 生徒会活動
任期は1年で、毎年9月に生徒会本部役員選挙がある。
主な活動
校内新聞「彩虹（さいこう）」の発行
クリーンディ - 清掃の日を設け地域の美化に努めている。
委員会活動
任期は半年で4月と9月下旬にどの委員会に所属するかを決める。各学級から各委員会に男女1名が所属することになっている（中央委員会を除く）。また、生活委員会、美化委員会、保健委員会、体育委員会、図書委員会、放送委員会のことを専門委員会と呼ぶ。中央委員会は学級委員、各専門委員会委員長、生徒会関係者のみ参加となる。

## 部活動
部活動は比較的盛んで、都大会、関東大会、全国大会に出場した実績もある部がある。
運動部
- サッカー部（男子）
- 陸上競技部（男女）
- 硬式テニス部（男女）
- 卓球部（男女）
- バスケットボール部（男子）
- バドミントン部（男女）
- バレーボール部（男女） - 近年は男子の活躍が著しい。和田麻里江が在籍した。
- 野球部 - 自主トレーニング部より移行。
- 剣道部 - 2022年度、顧問の異動により廃部した。

文化部
- 合唱部 - 宝塚歌劇団男役の麻園みきが在籍した。
- パソコン部
- 美術部
- ロボット部     2020年度から導入、1、2年生男女のみ。ロボットコンテストがある。

## 著名な出身者
- 麻園みき - 1989年卒、元宝塚歌劇団男役スター
- 右松健太 - 1994年卒、日本テレビの元アナウンサー
- 一木秀之 - 1997年卒、フットサル選手

- 和田麻里江 - 2003年卒、バレーボール選手

- 畠田瞳 - 2016年卒、体操選手

- 畠田千愛 -2020年卒、体操選手

## 学区内の名所・施設
- 恩田川 - 春にはお花見の名所となり、毎年桜祭も行われる。
- 成瀬城跡 - 現在は城山公園となっている[2]。
- 町田市立総合体育館 - プロスポーツの試合や全国規模の大会も行っている。
- 成瀬クリーンセンター - 南成瀬8丁目にある下水処理場
- 南成瀬中央公園 - 成瀬駅近くにある公園[3]
- 東光寺公園 - 南成瀬7丁目の公園

- 東方公園 - 南成瀬7丁目の公園

## 「町田市新たな学校づくり推進計画」による影響
町田市教育委員会では「町田市新たな学校づくり推進計画」に基づいて、2040年度までに市内の市立小学校・中学校を統合・建替えを行う予定である。この影響を受けて、当校も2029年度から2030年度にかけて改修工事を行う。なお、改修校舎は2031年度から使用開始予定である。